# Walther von Axthelm
Walther von Axthelm (Hersbruck, 23 de dezembro de 1893 - Traunstein, 6 de janeiro de 1972) foi um oficial alemão que serviu na Luftwaffe durante a Segunda Guerra Mundial. Foi condecorado com a Cruz de Cavaleiro da Cruz de Ferro.